# Résolution bancaire
La résolution bancaire est un ensemble de mesures d'ordre réglementaire organisant la liquidation ordonnée d'un établissement financier en défaillance, en protégeant au maximum les dépôts des épargnants et en réduisant au minimum la charge pour les contribuables, l’État intervenant toujours en dernier ressort.
La résolution ordonnée cherche également à prévenir toute contagion aux autres établissements de crédit (panique bancaire) et à l'« économie réelle ». Elle doit également permettre d'assurer la pérennité et la robustesse des infrastructures de « place » (systèmes de paiement, de règlement-livraison, chambres de compensation, etc.).

## Principes

### Fonctionnement
La résolution bancaire implique trois acteurs :
- les banques elles-mêmes qui doivent envisager et planifier leur propre liquidation à travers un « testament »[2] approuvé par leur régulateur et qui contribuent financièrement à la dotation d'un fonds de garantie des dépôts ;
- une autorité publique dite de résolution (en France, l'Autorité de contrôle prudentiel et de résolution) chargée de restructurer la banque avant sa défaillance ou de mettre en œuvre une liquidation ordonnée ;
- un fonds de garantie des dépôts (en France, le Fonds de garantie des dépôts et de résolution[3]) qui indemnisera les épargnants lésés dans une certaine limite (100 000 € en Europe pour simplifier).

Le MRU Mécanisme de  Résolution Unique des crises bancaires est entré en vigueur le 1er janvier 2016. Il matérialise le principe du bail-in (renflouement interne) qui remplace le bail-out (soutien financier de l'État) en vigueur lors de la crise de 2008.
Une banque européenne au bord de la faillite devra faire appel dans l'ordre :
1. à ses actionnaires ;
2. à ses créanciers obligataires ;
3. à ses déposants, entreprises ou particuliers disposant de plus de 100.000 euros dans ses livres[5],

avant de se tourner vers le FRU (Fonds de Résolution Unique) abondé par les banques européennes.
Ce dispositif a été partiellement mis en œuvre pour résoudre la crise bancaire chypriote et a été fort peu médiatisé, probablement pour ne pas inquiéter les épargnants et éviter que les déposants répartissent leur épargne entre plusieurs établissements bénéficiant ainsi dans chacun d'entre eux de la garantie à hauteur de 100.000 euros.
Deux points restent à préciser :
1. Pour une banque cotée en bourse donc dont l'actionnariat fluctue en fonction des achats et ventes, comment peut-on se retourner vers les ex-actionnaires ?
2. Tant que les comptes ne sont pas bloqués, les déposants sont libres de virer leurs disponibilités vers un autre établissement. Ce n'est pas une hypothèse d'école : plusieurs fonds ont retiré leurs liquidités de la Deutsche Bank fin septembre 2016[8].

La crise bancaire de la Deutsche Bank souligne l'incohérence de la régulation financière européenne comme le caractère dangereux des règles fixées pour la résolution des sinistres bancaires.
La situation des banques italiennes en 2016 confirme les difficultés de mise en place d'une procédure de bail in. Les créances douteuses du secteur bancaire se montent à 356 milliards d'euros sur un total de 2016 milliards d'euros soit 17 % (21 % du PIB du pays!). Les banques italiennes ont vendu des titres de dettes à des petits porteurs parmi leur clientèle. Ceux ci ont eu tendance, de manière erronée, à les assimiler abusivement à des dépôts d'épargne assurés, sans risque. Un renflouement interne dans le cadre d'une procédure de résolution entraînerait la dépréciation de ces titres et ruinerait les ménages concernés. Les montants en jeu sont importants : 202 milliards d'obligations subordonnées auxquels il faut ajouter 225 milliards d'euros (dépôts à vue supérieurs à 100.000 €). Les ménages seraient exposés à hauteur de 427 milliards d'euros,.

### Mise en œuvre de la garantie des dépôts
La procédure est automatisée.
C'est l'autorité de résolution qui déclenche la procédure en actant l'impossibilité dans laquelle se trouve la banque de faire face aux retraits de ses clients.
La banque procède alors à l'arrêté des comptes de ses clients et transmet l'information au fonds de garantie des dépôts.
Celui-ci règle automatiquement les épargnants.

## Contexte et historique
Cette nouvelle règlementation trouve son origine dans la crise dite des subprimes qui éclate en 2007 aux États-Unis et a notamment conduit à la faillite de la banque d'affaires américaine Lehman Brothers en septembre 2008.
Dès 2009, les chefs d'État et de gouvernement des plus grands pays industrialisés, réunis à Londres au sein du G20, affirment la nécessité de mieux protéger les épargnants en cas de crise bancaire et de limiter le recours aux finances publiques pour le renflouement des banques.
Cette réglementation s'appuie sur les recommandations du Comité de Stabilité Financière (CSF) publiées le 20/10/2010 pour réduire l'aléa moral que représentent les banques systémiques, c'est-à-dire des banques dont la taille et l'empreinte sur l'économie sont trop importantes pour que les États puissent les laisser faire faillite.
Le cadre français est fixé dès le 26 juillet 2013 par la loi de séparation et de régulation des activités bancaires.
La réglementation est rapidement reprise à l'échelon européen et dénommée « mécanisme de résolution unique » avec la directive 2014/59/UE dite BRRD ou Bank Recovery and Resolution Directive qui établit un cadre pour le redressement et la résolution des établissements de crédit.

### Textes juridiques
- loi française de séparation et de régulation des activités bancaires du 26 juillet 2013[14]
- directive européenne 2014/59/UE[15] dite BRRD ou Bank Recovery and Resolution Directive
- règlement européen n°806/2014 dit « règlement SRM » qui établit des règles et une procédure uniformes pour la résolution des banques ;
- règlement européen délégué 2015/63 qui complète la directive BRRD et fixe les contributions des banques aux dispositifs de financement pour la résolution ;
- règlement européen d’exécution 2015/81 qui établit des règles et une procédure uniformes pour la résolution des banques dans le cadre d'un mécanisme de résolution unique et d'un Fonds de résolution bancaire unique[16].